# Martha E. Williamsová
Martha E. Williamsová, nepřechýleně Williams, (21. září 1934 Chicago – 5. července 2007 Port Washington, Wisconsin) byla americká informační vědkyně. V průběhu svého produktivního věku se podílela na rychlém rozvoji databázového průmyslu.

## Pracovní život
V roce 1955 získala bakalářský titul (A.B.) v oboru chemie a za vynikající studium také získala univerzitní ocenění. V roce 1957 obdržela na Loyolské univerzitě (Loyola university) magisterský titul (M.A.) za studium filozofie.
V letech 1961–1972 pracovala v technicko-informačním výzkumu či jako manažerka Informačních věd. V roce 1968 byla jmenována do funkce ředitelky Výpočetního vyhledávacího centra (Computer Search Center, CSC). Centrum se prostřednictvím četných grantů a projektů velkou měrou podílelo na rozvoji databázových vyhledávacích služeb. V roce 1972 založila Vědeckou laboratoř pro vyhledávání informací (Information Retrieval Research Laboratory (IRRL). Na Illinoiské univerzitě působila také jako výzkumná profesorka v Laboratoři pro koordinaci vědy Inženýrské koleje (Coordinated Science Laboratory of the College of Engineering), zde zůstala až do svého odchodu do penze v únoru 2001.

## Publikace
Publikovala velké množství knih, článků, analytických zpráv či studií a byla členkou edičních rad několika časopisů. Stala se první, kdo publikoval článek s názvem „Elektronické databáze“ v časopise Science a její článek o databázích se objevil v prvním vydání Ročenky ALA knihovna a informační služby. Po dvacet let byla prvním plenárním řečníkem konferencí National Online Meeting.

## Ocenění
V roce 1984 obdržela Martha E. Williamsová Cenu za zásluhy (Award of Merit) udělenou Americkou společností pro informační vědu (ASIS). Jednalo se o nejvyšší poctu udělovanou vědcům, kteří učinili pozoruhodný přínos na poli informační vědy, vyjádřených prostřednictvím nových zásadních myšlenek, vytvořením nových metod, rozvojem efektivnějších postupů a význačných služeb poskytovaných v rámci informační vědy.